# Sabine Plönissen
Sabine Plönissen (Leidschendam, 16 januari 1995) is een Nederlands hockeyster die als verdedigster speelt bij Amsterdam in de Hoofdklasse Dames. Plönissen speelt sinds 2021 ook voor het Nederlands elftal.
Tussen 2014 en 2019 speelde ze voor Hurley. Daarvoor kwam ze uit voor Rotterdam op het tweede niveau in de Overgangsklasse. In juli 2019 maakte ze de overstap naar Amsterdam.
Plönissen speelde ook zaalhockey voor Hurley en werd in het seizoen 2017/18 genomineerd voor de 'Beste zaalhockeyster van Nederland'.
Plönissen doorliep alle nationale jeugdselecties. Ze debuteerde voor Oranje op 13 oktober 2021 in de Hockey Pro League tegen België. Op 2 juli 2022 maakte ze haar WK-debuut voor Oranje tijdens het WK 2022 in de groepswedstrijd tegen Ierland. Bovendien maakte ze tijdens die wedstrijd een doelpunt, de 3-1 in een uiteindelijke 5-1-overwinning.

## Erelijst
- Wereldkampioenschap 2022

1: Anne Veenendaal (GK) ·
3: Sanne Koolen ·
4: Freeke Moes ·
6: Laurien Leurink ·
7: Xan de Waard (C) ·
8: Marloes Keetels (C) ·
10: Felice Albers ·
11: Maria Verschoor ·
12: Lidewij Welten ·
15: Frédérique Matla ·
18: Pien Sanders (C) · 20: Laura Nunnink · 22: Josine Koning (GK) · 23: Margot van Geffen · 24: Eva de Goede · 26: Joosje Burg (R) · 27: Renée van Laarhoven · 31: Sabine Plönissen · 33: Yibbi Jansen · 38: Lisa Post (R) · Coach: Jamilon Mülders